# Martin Noth
Martin Noth (3. srpna 1902 Drážďany – 30. května 1968 Šivta) byl německý hebrajista, profesor Starého zákona na univerzitách v Königsbergu a Bonnu.
Předmětem jeho starozákonního bádání byly dějiny Pentateuchu a Předních proroků. Dal vznik myšlence Deuteronomistického dějepravného díla a je také znám pro svůj koncept rané izraelské amfiktyónie.